# Stupnice (schodiště)

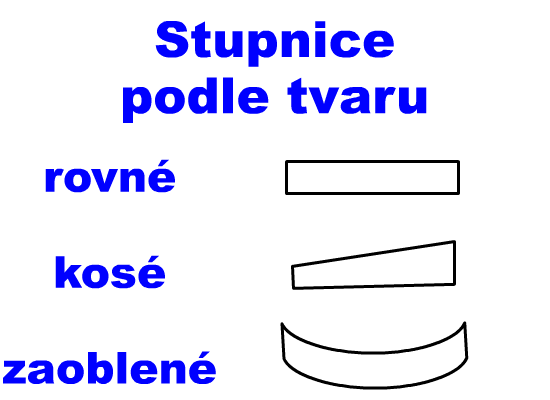
3 základní tvary stupnice

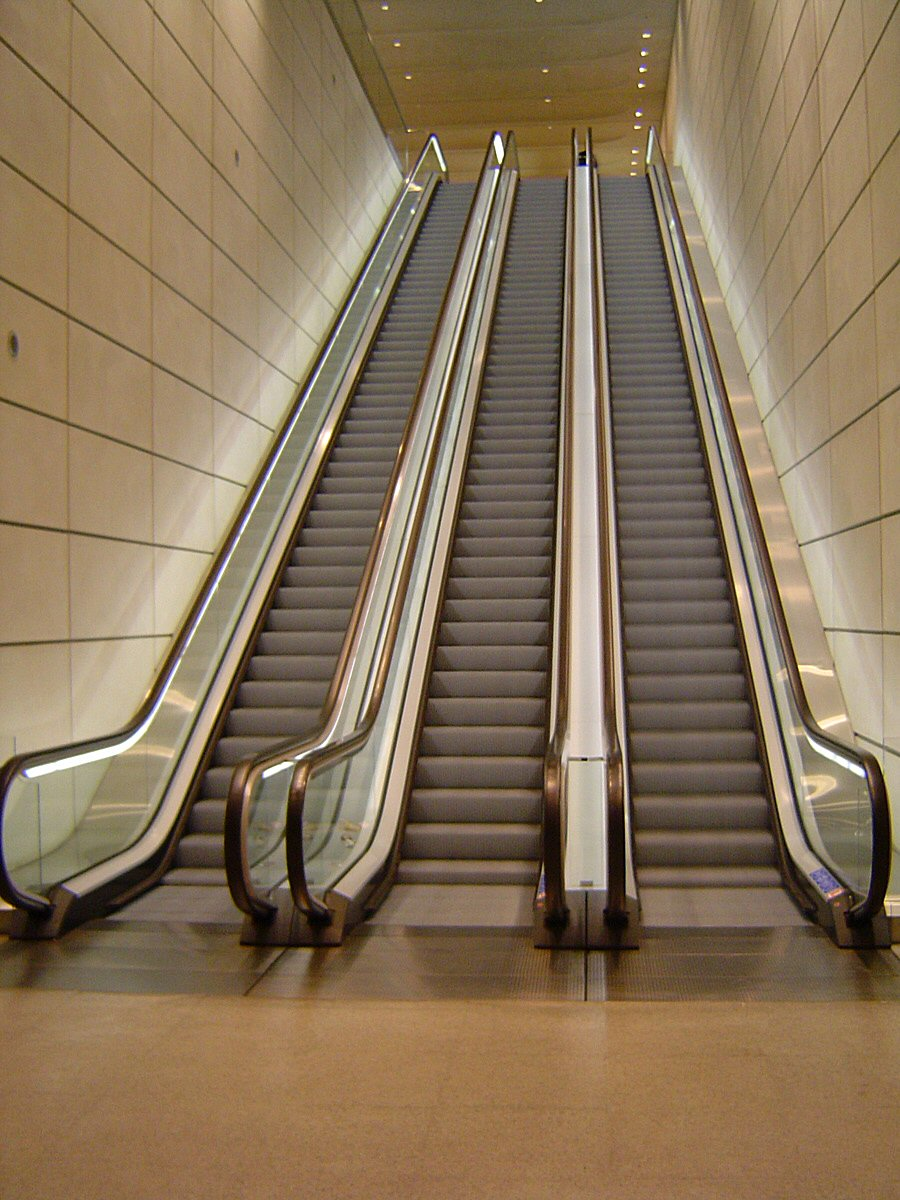
Zvláštní druh schodišťových stupňů – eskalátorové, jejich stupnice vynese chodce až nahoru k podestě.

Stupnice je vrchní část schodišťového stupně (schodu), na kterou uživatelé schodiště našlapují. Obvykle je vodorovná a často má povrchovou úpravu na omezení smyku.
Stupnice dělíme podle tvaru na
- rovné stupnice,
- kosé stupnice,
- zvláštní stupnice (zaoblené nebo jinak tvarované).